# Calvari (San Pedro de Tejada)
Calvari és una obra de mitjan segle xiv es va salvar dels canvis que es van fer a l'església burgalesa de San Pedro de Tejada, en ser col·locat posteriorment a la part alta del retaule major, que és del gòtic tardà. Actualment forma part de la col·lecció permanent del Museu Frederic Marès.

## Descripció
És un treball d'una qualitat notable. En el centre hi trobem el Crist, flanquejat per Maria i Sant Joan, l'únic dels apòstols que el va acompanyar al peu de la creu. Les tres figures tenen una anatomia naturalista, de formes arrodonides i suaus. El rostre del Crist és serè. La Verge mostra una actitud resignada i entristida i Sant Joan sosté amb la seva mà esquerra el llibre, i en l'altra hi recolza el rostre trist, gest que és molt habitual en les representacions de l'evangelista que trobem en els calvaris medievals.
Amb motiu de la seva restauració s'ha recuperat la policromia original, cosa que ha permès apreciar millor els detalls dels rostres, la indumentària i la creu.